# Ghisonaccia
Ghisonaccia é uma comuna francesa na região administrativa de Córsega, no departamento da Alta Córsega. Estende-se por uma área de 68,25 km². 